# Sferisterio Gian Carlo Ruffino
Lo Sferisterio Gian Carlo Ruffino è uno sferisterio di Savona, sito in Corso Svizzera, inaugurato nel 2018 per ospitare gare di pallapugno.
Sul campo dell'impianto giocano le squadre della Spes Savona e La Fortezza, che disputano il campionato italiano di serie C2 maschile e serie A femminile.